# 苍坪站 (中国)
苍坪站，位于中华人民共和国云南省昭通市大关县天星镇，是内昆铁路上的火车站，建于2002年，由成都铁路局管辖。车站两端分别是双河隧道和南端金竹林隧道。

## 歷史
- 建于2002年。

## 外部連結
- 中国铁路客户服务中心 （页面存档备份，存于）